# Унгуз
Унгуз (на туркменски: Üňüz, Unguz; на руски: Унгуз) е дълга и тясна падина в централната част на пустинята Каракум, разположена в Централен Туркменистан. Простира се на 470 km от долината на река Амударя (село Кабакли) на изток до сухата долина Узбой на запад. На север е ограничена чрез почти отвесен скалист отстъп с височина 60 – 80 m от Заунгузкото плато, а южният ѝ борд и полегат и пясъчен и постепенно преминава в пясъците на Централен Каракум. Цялата падина се състои от верига от няколко отделни затворени падини с дължина до 15 km и ширина 1 – 4 km, с плоски солончакови или такирови дъна. Те са отделени една от друга чрез ниски прагове изградени от стари пясъчници или навети пясъци. Предполага се, че падината Унгуз е представлявала древна речна долина, деформирана от тектонски движения и обработена впоследствие от еоловата денудация. В западния край на падината е разположено сгт Дарваза.